# Lương Văn Nho
Lương Văn Nho (1916-1984) hay là Hai Nhã là một sĩ quan cấp cao trong Quân đội nhân dân Việt Nam, hàm Thiếu tướng, nguyên là Tư lệnh kiêm Chính ủy Đặc khu Rừng Sác, Chỉ huy trưởng Quân khu 7, Tham mưu phó Bộ tham mưu Quân giải phóng miền Nam Việt Nam, Phó Tư lệnh Quân khu 7.

## Thân thế và sự nghiệp
Ông quê tại xã Thái Hòa, thuộc huyện Tân Uyên, tỉnh Biên Hòa (nay thuộc tỉnh Bình Dương), nhưng ông được sinh ra ở quê ngoại, ấp Xóm Trầu, xã Long An, huyện Long Thành, tỉnh Biên Hòa (nay là Đồng Nai).
Từ một học sinh đậu Thành Chung - Trường Tây, làm kế toán, thư ký kho bạc ở Chợ Lớn và Biên Hòa, ông giác ngộ cách mạng, tham gia giành chính quyền trong Cách mạng Tháng Tám 1945 ở Bà Rịa.
Trong Kháng chiến chống Pháp, ông lần lượt trưởng thành từ chiến sĩ đến Huyện đội trưởng Ủy viên Quân sự huyện Long Thành (1947) rồi đại đội trưởng trực thuộc Chi đội 10; Trung đoàn phó Tham mưu trưởng Trung đoàn 397; tiểu đoàn trưởng Tiểu đoàn 300 tỉnh Bà Chợ (Bà Rịa Chợ Lớn), những đơn vị đã làm nên những trận đánh nổi tiếng trong kháng chiến chống Pháp như Trảng Tảo, Bảo Chánh, Bàu Cá, La Ngà, diệt Chi khu Cần Giờ...; tỉnh đội trưởng Tỉnh đội dân quân Bà Rịa; tỉnh đội phó kiêm tham mưu trưởng Tỉnh đội Bà Rịa Chợ Lớn.
Sau khi tập kết ra Bắc, từ năm 1955 đến năm 1960, ông là Chủ nhiệm pháo binh Quân khu Hữu Ngạn rồi Tham mưu trưởng Quân khu 3.
Năm 1961, ông  vào Nam chiến đấu.
Tháng 10 năm 1963, đoàn pháo binh chủ lực đầu tiên của miền được thành lập, phiên hiệu U-80 gồm bốn tiểu đoàn pháo cối (Z35, Z37, Z39, Z41) và một tiểu đoàn súng máy phòng không 12,7 ra đời do ông làm đoàn trưởng và ông Đào Sơn Tây (Hoàng Minh Khanh, Thiếu tướng) làm chính ủy. Ngày 31-10-1964, ông trực tiếp tổ chức và chỉ huy các phân đội pháo kích vào sân bay Biên Hòa của quân Mỹ. Kết quả ta diệt và làm bị thương hàng trăm tên Mỹ hầu hết là giặc lái và nhân viên kỹ thuật, phá hủy 59 máy bay trong đó có 21 chiếc máy bay B57 Mỹ mới đưa vào miền Nam, làm nổ 2 kho đạn lớn, làm sập 1 đài quan sát và 18 căn trại.
Năm 1965, kho Sư đoàn 5 Chủ lực miền được thành lập ông được cử giữ chức vụ Sư đoàn phó rồi về Bộ Chỉ huy miền phụ trách Tham mưu miền.
Ngày 16 tháng 4 năm 1966, Trung ương Cục, Quân ủy và Bộ Tư lệnh Miền quyết định thành lập đặc khu Rừng Sác ông được cử  làm Tư lệnh kiêm Chính ủy. Là Tư lệnh Đặc khu Rừng Sác với uy danh Đoàn 10 đặc công lập nên những kỳ tích: Chặn sông Lòng Tàu, đánh tàu địch, tập kích kho xăng Nhà Bè, kiểm soát con đường thủy huyết mạch nối Sài Gòn với Biển Đông...
Sau năm 1968, với cương vị Tư lệnh Phân khu 4, tiến công vào Sài Gòn từ hướng đông, ông giữ chức Chỉ huy trưởng Quân khu 7 vừa thành lập lại gồm Biên Hòa, Bà Rịa, Long Khánh và Thủ Đức
Từ năm 1971 đến 1972 ông là chỉ huy trưởng C20 (Căn cứ 20)
Năm 1973 ông về Tây Ninh làm Phó tham mưu trưởng Miền, trực tiếp chỉ huy Đoàn 370, Khu C20, Khu C50, góp phần tích cực xây dựng căn cứ địa bắc Tây Ninh;
Thiếu tướng (1980)